# Hans-Georg Schwarzenbeck
Hans-Georg "Katsche" Schwarzenbeck, född 3 april 1948 i München, är en före detta västtysk fotbollsspelare (försvarare).
Schwarzenbeck spelade under hela proffskarriären i FC Bayern München och blev framförallt allt känd som mittbackspartner till storstjärnan Franz Beckenbauer i klubblaget och landslaget. Schwarzenbeck blev känd som "vattenbäraren" (ty. "der Wasserträger") eftersom han täckte upp de luckor som Beckenbauer lämnade efter sig när han gick på offensiva räder. En enormt framgångsrik karriär med EM- och VM-guld samt de flesta titlar man kan vinna på klubblagsnivå. En skada gjorde att karriären tog slut i slutet av 1970-talet. Efter karriären började Schwarzenbeck driva en kontorsvaruhandel som han ärvde av en moster.

## Meriter
- 44 A-landskamper för Förbundsrepubliken Tysklands landslag
- VM i fotboll: 1974, 1978
  - VM-guld 1974
- EM i fotboll: 1972, 1976
  - EM-guld 1972
  - EM-silver 1976
- Tysk mästare 1969, 1972, 1973, 1974
- Tysk cupmästare 1966, 1967, 1969, 1971
- Europacupen för mästarlag: 1974, 1975, 1976
- Interkontinentalcupen: 1976
- Cupvinnarcupen: 1967

## Klubbar
- FC Bayern München